# Eritrichium splendens
Eritrichium splendens là loài thực vật có hoa trong họ Mồ hôi. Loài này được Kearney ex W.Wight mô tả khoa học đầu tiên năm 1902.